# Tritymba
Tritymba är ett släkte av fjärilar. Tritymba ingår i familjen Plutellidae.
Kladogram enligt Catalogue of Life:
| Tritymba | \| \| Tritymba dasybathra \| \| \| \| \| \| Tritymba xanthocoma \| \| \| \| |
|          | \| \| Tritymba dasybathra \| \| \| \| \| \| Tritymba xanthocoma \| \| \| \| |
|          | Tritymba dasybathra                                                         |
|          |                                                                             |
|          | Tritymba xanthocoma                                                         |
|          |                                                                             |